# Rain (Bassa Baviera)
Rain è un comune tedesco di 2 682 abitanti, situato nel land della Baviera.